# مرا ترک مکن
مرا ترک مکن (لهستانی: Nie opuszczaj mnie) یک فیلم درام آلمانی-لهستانی است که در سال ۲۰۰۹ منتشر شد.

## گزیدهٔ بازیگران
- آگنیشکا گروخوفسکا
- گراژینا بارشچفسکا
- وویچیخ ژیلینسکی
- دانیل اولبریخسکی
- پیوتر میازگا
- مارچین چارنیک